# Vochysia
Vochysia, biljni rod od oko 146 vrsta grmlja i drveća iz Srednje i Južne Amerike
Rod je opisan 1775., a tipična vrsta je Vochysia guianensis

## Vrste
1. Vochysia acuminata Bong.
2. Vochysia allenii Standl. & L.O.Williams
3. Vochysia angelica M.C.Vianna & Fontella
4. Vochysia angustifolia Ducke
5. Vochysia antioquia Sanoja & Marc.-Berti
6. Vochysia apopetala Ule
7. Vochysia artantha Stafleu
8. Vochysia assua Stafleu
9. Vochysia aurantiaca Stafleu
10. Vochysia auriflora Standl. & L.O.Williams
11. Vochysia awasensis Huamantupa
12. Vochysia bautistae Marc.-Berti
13. Vochysia bifalcata Warm.
14. Vochysia biloba Ducke
15. Vochysia boliviana Rusby
16. Vochysia braceliniae Standl.
17. Vochysia caesia Stafleu
18. Vochysia calamana Stafleu
19. Vochysia calophylla Spruce ex Warm.
20. Vochysia caroliae-scottii Marc.-Berti & Aymard
21. Vochysia cassiquiarensis Stafleu
22. Vochysia catingae Ducke
23. Vochysia cayennensis Warm.
24. Vochysia cinnamomea Pohl
25. Vochysia citrifolia Poir.
26. Vochysia columbiensis Marc.-Berti
27. Vochysia complicata Ducke
28. Vochysia condorensis Huamantupa & D.A.Neill
29. Vochysia costata Warm.
30. Vochysia crassifolia Warm.
31. Vochysia dardanoi M.C.Vianna & Fontella
32. Vochysia dasyantha Warm.
33. Vochysia densiflora Spruce ex Warm.
34. Vochysia discolor Warm.
35. Vochysia divergens Pohl
36. Vochysia diversa J.F.Macbr.
37. Vochysia duquei Pilg.
38. Vochysia elegans Stafleu
39. Vochysia elliptica Mart.
40. Vochysia emarginata (Vahl) Vahl ex Poir.
41. Vochysia eximia Ducke
42. Vochysia expansa Ducke
43. Vochysia ferruginea Mart.
44. Vochysia floribunda Mart.
45. Vochysia fontellae Paula
46. Vochysia garcia-barrigae Marc.-Berti
47. Vochysia gardneri Warm.
48. Vochysia gentryi Marc.-Berti
49. Vochysia glaberrima Warm.
50. Vochysia glazioviana Warm.
51. Vochysia grandis Mart.
52. Vochysia guatemalensis Donn.Sm.
53. Vochysia guianensis Aubl.
54. Vochysia gummifera Mart. ex Warm.
55. Vochysia haenkeana Mart.
56. Vochysia hannekesaskiae Marc.-Berti
57. Vochysia herbacea Pohl
58. Vochysia ingens Ducke
59. Vochysia inundata Duché
60. Vochysia jefensis A.Robyns
61. Vochysia jonkeri Marc.-Berti
62. Vochysia julianensis Marc.-Berti
63. Vochysia kosnipatae Huamantupa
64. Vochysia lanceolata Stafleu
65. Vochysia laurifolia Warm.
66. Vochysia laxiflora Stafleu
67. Vochysia ledouxii Paula
68. Vochysia leguiana J.F.Macbr.
69. Vochysia lehmannii Hieron.
70. Vochysia liscanoi Marc.-Berti
71. Vochysia lomatophylla Standl.
72. Vochysia lopezpalacioi Marc.-Berti
73. Vochysia lucida C.Presl
74. Vochysia magna Stafleu
75. Vochysia magnifica Warm.
76. Vochysia maguirei Marc.-Berti
77. Vochysia majuscula Pilg.
78. Vochysia mapirensis Rusby
79. Vochysia mapuerae Huber ex Ducke
80. Vochysia mariziana Paula & J.L.Alves
81. Vochysia martiana Stafleu
82. Vochysia maxima Ducke
83. Vochysia megalantha Stafleu
84. Vochysia megalophylla Stafleu
85. Vochysia meridensis Marc.-Berti
86. Vochysia microphylla G.H.Shimizu & K.Yamam.
87. Vochysia moskovitsiana Huamantupa
88. Vochysia neyratii D.Normand
89. Vochysia obidensis (Huber) Ducke
90. Vochysia oblongifolia Warm.
91. Vochysia obovata Stafleu
92. Vochysia obscura Warm.
93. Vochysia oppugnata (Vell.) Warm.
94. Vochysia ortegae Marc.-Berti & J.Bautista
95. Vochysia pachyantha Ducke
96. Vochysia pacifica Cuatrec.
97. Vochysia palmirana F.França & Proença
98. Vochysia parviflora Spruce ex Warm.
99. Vochysia pauciflora Steyerm.
100. Vochysia penae Marc.-Berti
101. Vochysia peruviana Huamantupa
102. Vochysia petraea Warm.
103. Vochysia pinkusii A.C.Sm.
104. Vochysia poncy-barrieri Marc.-Berti
105. Vochysia pongo-qonecensis Huamantupa
106. Vochysia pruinosa Pohl
107. Vochysia pumila Pohl
108. Vochysia punctata Spruce ex Warm.
109. Vochysia pygmaea Bong.
110. Vochysia pyramidalis Mart.
111. Vochysia rectiflora Warm.
112. Vochysia revoluta Ducke
113. Vochysia riedeliana Stafleu
114. Vochysia rotundifolia Mart.
115. Vochysia rubiginosa Stafleu
116. Vochysia rufa Mart.
117. Vochysia sabatieri Marc.-Berti
118. Vochysia saccata Stafleu
119. Vochysia saldanhana Warm.
120. Vochysia santaluciae M.C.Vianna & Fontella
121. Vochysia schomburgkii Warm.
122. Vochysia schwackeana Warm.
123. Vochysia selloi Warm.
124. Vochysia sessilifolia Warm.
125. Vochysia sobralii G.H.Shimizu & D.J.P.Gonc.
126. Vochysia sofiae Marc.-Berti & Poncy
127. Vochysia spathiphylla Stafleu
128. Vochysia spathulata Warm.
129. Vochysia speciosa Warm.
130. Vochysia splendens Spruce ex Warm.
131. Vochysia sprucei Warm.
132. Vochysia stafleui Marc.-Berti
133. Vochysia steyermarkiana L.Marcano Berti
134. Vochysia surinamensis Stafleu
135. Vochysia tabascana Sprague
136. Vochysia talmonii M.C.Vianna, Fontella & F.França
137. Vochysia tepuiandina Huamantupa
138. Vochysia tetraphylla (G.Mey.) DC.
139. Vochysia thyrsoidea Pohl
140. Vochysia tilletii Marc.-Berti
141. Vochysia tomentosa (G.Mey.) DC.
142. Vochysia tucanorum Mart.
143. Vochysia venezuelana Stafleu
144. Vochysia venulosa Warm.
145. Vochysia vismiifolia Spruce ex Warm.
146. Vochysia wilsonii Marc.-Berti, J.M.Vélez & Aymard